# Iglesia católica en el Tíbet
La Iglesia católica es una organización religiosa minoritaria en el Tíbet, donde el budismo tibetano es la fe predominante. La primera misión católica en el Tíbet fue establecida por António de Andrade, un jesuita portugués, que en 1624 llegó al reino de Guge del Tíbet occidental.
La iglesia católica de Lhasa fue el primer templo católico construido en el Tíbet, pero fue destruida en 1745. La iglesia de Nuestra Señora del Sagrado Corazón de Yerkalo (ubicado en Markam, Chamdo) es actualmente el único templo católico en la región autónoma del Tíbet designada por el gobierno comunista chino, además de capillas e iglesias repartidas por los territorios tibetanos incorporados en Sichuan (Sechuan) y Yunnan.

## Historia

### SigloXVIIysigloXVIII
Los primeros misioneros católicos que llegaron al Tíbet, António de Andrade y Manuel Marques, arribaron al reino de Guge (Tíbet occidental) en 1624 y fueron acogidos por la familia real y, posteriormente les permitió construir una iglesia. Los dos jesuitas dependían de Goa (India portuguesa), donde la política sincrética de Akbar (1542–1605), mantenida por su hijo Jahangir (1569–1627), les permitió evolucionar libremente en un entorno bajo autoridad musulmana.
En 1627, en el reino contaba con un centenar de conversos aproximadamente. El catolicismo también se extendió a Rudok, Ladaj («Pequeño Tíbet» de la India) y Ü-Tsang (Tíbet central) y fue bien recibido por el gobernante del reino de Ü-Tsang, donde Andrade y sus compañeros establecieron un puesto jesuita en Shigatse en 1626. Nuño Coresma, jesuita español, dirigió en 1635 la segunda expedición de seis misioneros enviados a Tsaparang (capital del reino de Guge).
En 1661, Johann Grueber, jesuita austríaco, cruzó el Tíbet desde Sining hasta Lhasa, donde pasó un mes, antes de dirigirse a Nepal. Ippolito Desideri, jesuita italiano, fue el primer europeo documentado que estudió y comprendió con éxito la lengua y la cultura tibetanas durante su estancia de seis años en el Tíbet (1715–1721).
El siglo XVIII también vio la llegada de varios misioneros capuchinos apoyados con donaciones del virreinato de Nueva España, que construyeron la iglesia católica de Lhasa en 1726. En 1736 el cardenal español Luis Antonio de Belluga y Moncada prestó apoyo al misionero capuchino Francesco della Penna cuando éste buscó ayuda para su evangelización en el Tíbet.
El catolicismo fue utilizado por algunos monarcas tibetanos y sus cortes y los lamas de la escuela karmapa para contrarrestar la influencia de la escuela gelug en el siglo XVII hasta que en 1745 todos los misioneros fueron expulsados ante la insistencia de los lamas. El Tíbet estaba cerrado a los extranjeros, aunque esta región quedó bajo la autoridad de la misión sui iuris del Indostán en 1792, no llegaron más misioneros hasta 1844.

### SigloXIX
En 1844, Évariste Régis Huc, lazarista francés, preparó su viaje al Tíbet por sugerencia del vicario apostólico de Mongolia (Joseph-Martial Mouly). En septiembre de 1844 llegó a Dolon Nor (Mongolia Interior) e hizo los preparativos para su viaje. Poco después, acompañado de su joven compañero lazarista, Joseph Gabet. En enero de 1845 llegaron a Tang-kiul, una villa ubicada en la frontera entre Kokonor y el Tíbet nororiental. En lugar de emprender un viaje independiente de cuatro meses a Lhasa, esperaron ocho meses a que una embajada tibetana regresara de Pekín. Mientras tanto, bajo la dirección de un maestro inteligente, estudiaron la lengua tibetana y la literatura budista. Durante los tres meses de su estancia residieron en el monasterio de Kumbum, que se decía que tenía capacidad para 4000 personas.

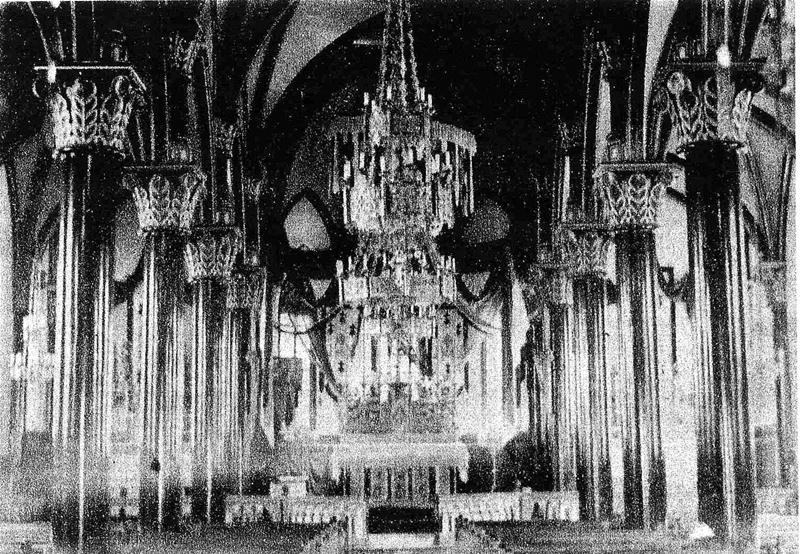
Interior de la antigua catedral del Sagrado Corazón de Dartsedo

El vicariato apostólico de Lhasa (actualmente, diócesis de Kangding, o Dartsedo) fue erigido el 27 de marzo de 1846 con el breve Ex debito del papa Gregorio XVI, obteniendo el territorio del vicariato apostólico de Sechuan y del vicariato apostólico del Tíbet-Indostán. La evangelización fue confiada a los misioneros de la Sociedad de las Misiones Extranjeras de París. En 1847, Charles Renou partió disfrazado de comerciante hacia Dartsedo (también, Tatsienlu o Kangding, en el Tíbet oriental) y luego continuó su viaje hacia Chamdo. Fue reconocido y arrestado en 1848 y escoltado de regreso a Cantón (China). Al mismo tiempo, Nicolas Krick y Augustin Bourry se acercaron al Tíbet desde el sur, desde Assam (India). En 1856, Pío IX encargó a Joseph Desflèches, vicario apostólico de Sechuan Oriental, que eligiera un vicario para la misión de Lhasa y, eligió a Léon Thomine Desmazures. Finalmente, con este nuevo vicario, se estableció el vicariato que unía los territorios del Tíbet oriental y Sichuan occidental.

### SigloXX
Tras la expedición británica al Tíbet en 1904, Auguste Desgodins fue designado «párroco de Lhasa» por su obispo Pierre-Philippe Giraudeau, vicario apostólico del Tíbet, pero nunca viajó a Lhasa, la capital del Tíbet. Después de la caída del imperio manchú en 1911, los intentos de invasión del Tíbet en 1917 y 1930 tampoco ayudaron al establecimiento de las Misiones Extranjeras de París. Algunos de estos misioneros también tuvieron dificultades para adaptarse al clima, por lo que después de 1930 les fueron enviados una docena de canónigos de la Congregación Hospitalaria del Gran San Bernardo (Martigny, Suiza), por invitación del obispo Jean de Guébriant, vicario apostólico de Kienchang. Son jóvenes misioneros curtidos en los Alpes suizos y que también tienen el proyecto de construir en 1933 un hospicio en el paso de Latsa, entre los valles de los ríos de Mekong y Saluén, donde se encuentra la iglesia del Sagrado Corazón de Tsedro.

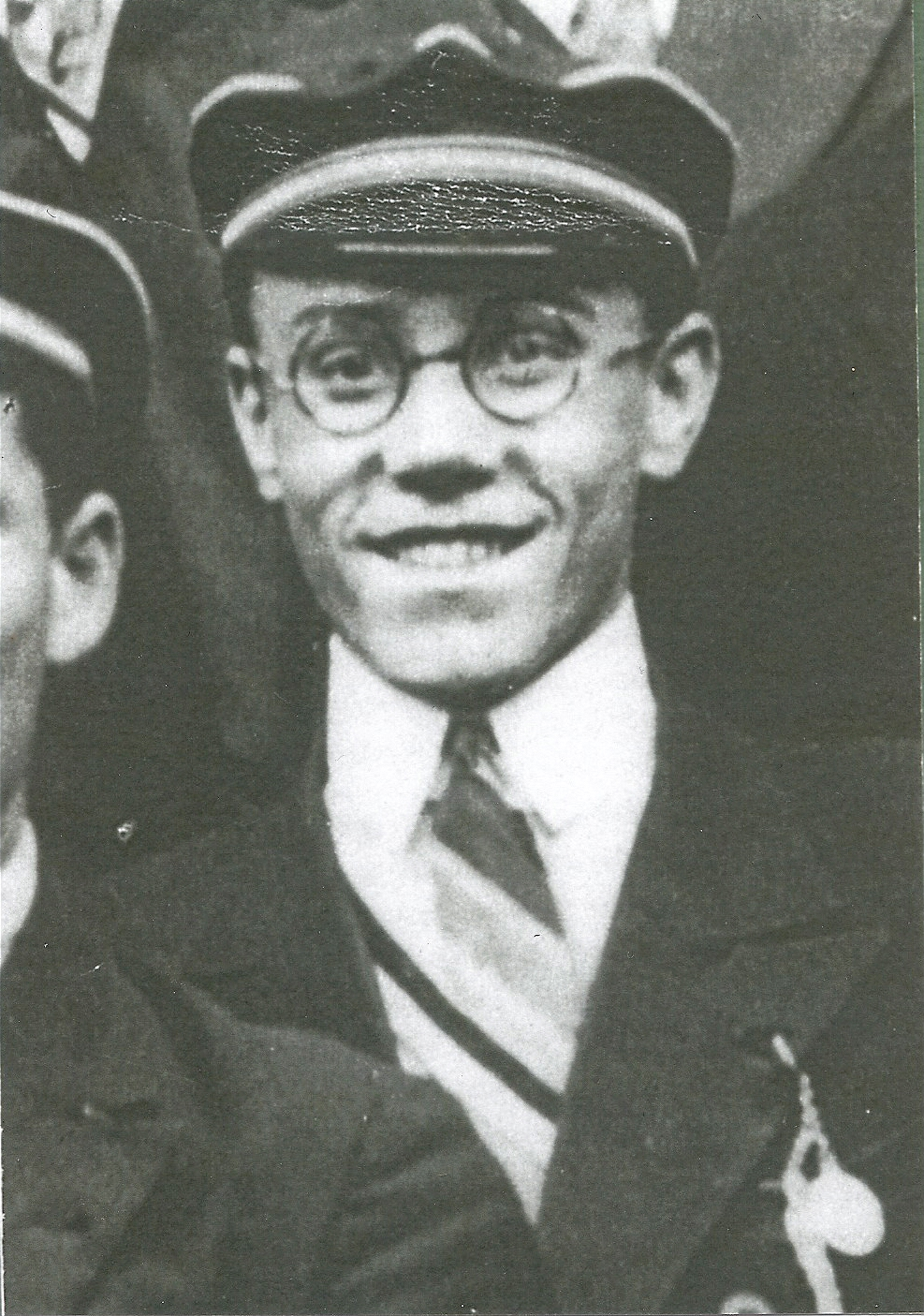
Beato Maurice Tornay, párroco de Yerkalo, asesinado por lamas.

Misioneros trabajaron en el Tíbet durante este período, a los ya mencionados se suman el beato Maurice Tornay, párroco de Yerkalo y misionero en Tsedro (Weisi), que formó parte de la Congregación Hospitalaria del Gran San Bernardo y que fue asesinado en la alta montaña de Chola (Sichuan) en 1949; Georges André, responsable de la misión de Bahang (Yunnan); Jean-Baptiste Brieux, asesinado en 1881; Jules Dubernard, asesinado en 1905; Jean-André Soulié, asesinado en 1905 durante el levantamiento de Batang; Jean-Théodore Monbeig, asesinado en 1914 cerca de Litang, poco después de ayudar a revivir la comunidad cristiana en Batang. Félix Biet, vicario apostólico de Tatsienlu, que envió ejemplares zoológicos a Francia.

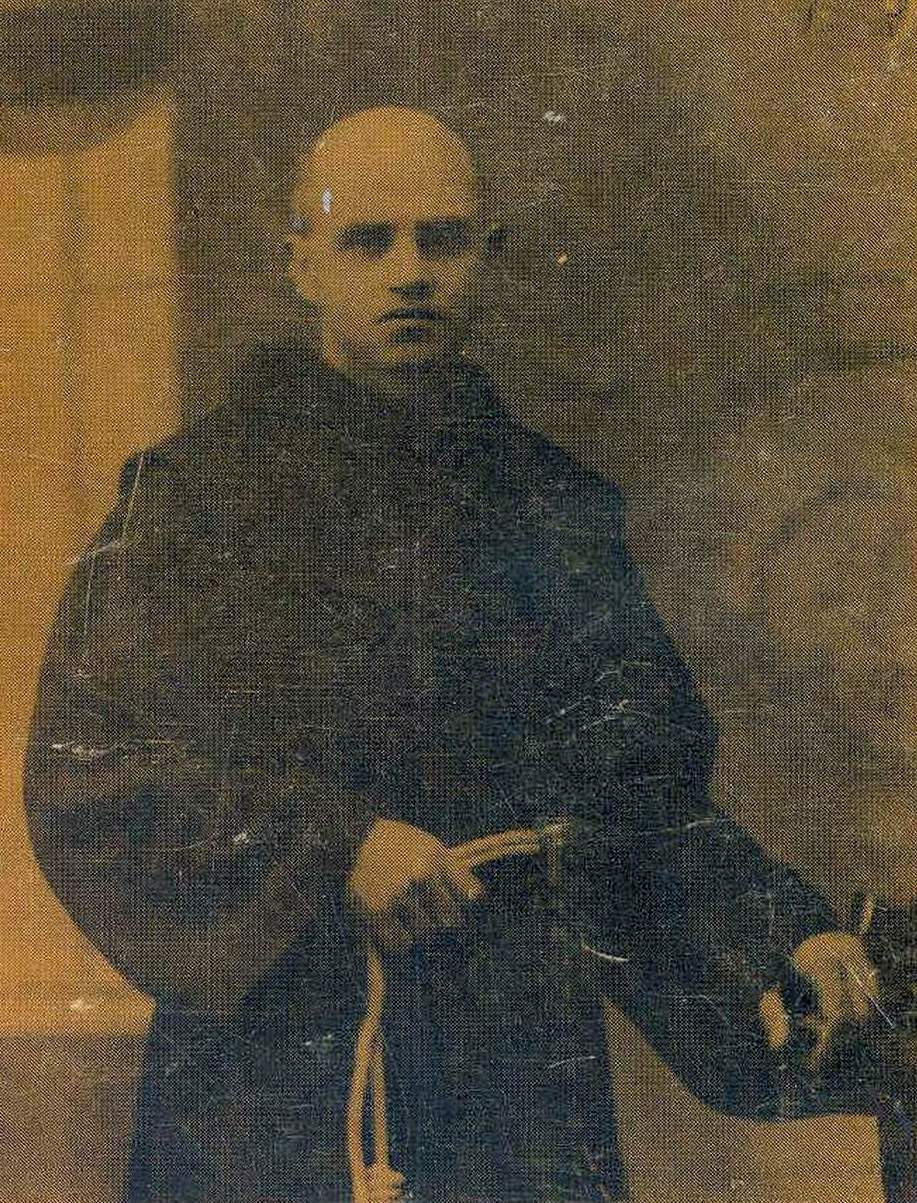
Pascual Nadal Oltra, misionero a los leprosos, decapitado por comunistas.

En Mosimién (conocida en tibetano como Boxab), Chagsam, una villa ubicada en Garzê, una de las tres regiones tibetanas de Sichuan, donde se encuentra la iglesia de Santa Ana de Mosimién construida por las Misiones Extranjeras de París, una comunidad misionera formada por frailes y monjas de diversas nacionalidades que trabajaban en una leprosería conocida como hogar de San José. En 1930, Pascual Nadal Oltra, franciscano y artista nacido en Pego (España), se unió a la misión de Mosimién trabajando como cantero y escultor. La idea de fundar la leprosería de Mosimién correspondía al obispo de Tatsienlu (Pierre-Philippe Giraudeau), el anciano prelado pretendía «evangelizar a los leprosos, partiendo de su cuidado corporal». El ejecutor de aquel proyecto fue su obispo-coadjutor (Pierre Valentin). La misión poseía en el lugar un viejo caserón junto a una heredad, al ser insuficiente para el proyecto de la leprosería adquirieron algunas parcelas más y la cercaron con un muro de obra. La fundación se puso bajo la dirección espiritual de los franciscanos, su primer Guardán fue el padre Plácido Albiero, un fraile italiano. La comunidad fundacional está formada (en enero de 1930) por el padre Guardián, fray Plácido Albiero (57 años), el canadiense padre Bernabé Lafond, el italiano fray José Andreatta, enfermero diplomado (33 años) y el español fray Pascual Nadal y Oltra (44 años).

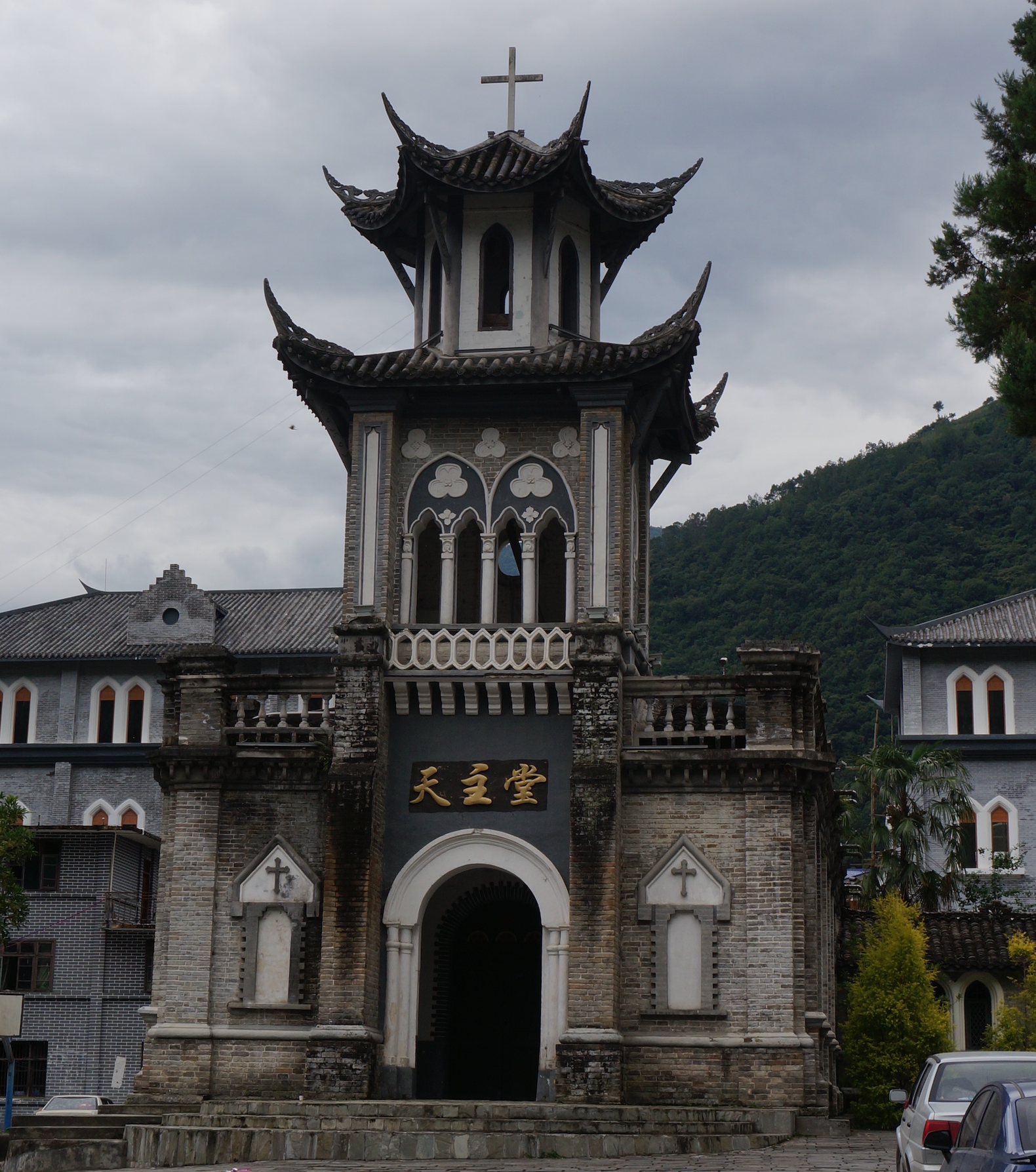
Iglesia de Santa Ana de Mosimién

La leprosería de la misión de Mosimién se organizaría en torno de una capilla-oratorio, sobre la que se construyó una pequeña iglesia de tres naves (iglesia de Santa Ana de Mosimién), a la epístola estaba el convento de las hermanas y al evangelio se pensaba levantar el de los hermanos, pero finalmente éste se construyó en una pequeña granja que adquirieron extramuros. Se hizo también una farmacia, la enfermería y dormitorios para los primeros leprosos que llegaron. La instalación de los primeros leprosos no fue fácil, dada su ignorancia y la situación de marginación en la que vivían, por la aversión social que su enfermedad provocaba. Con todo (en 1935) contaban ya con un centenar de enfermos asilados.

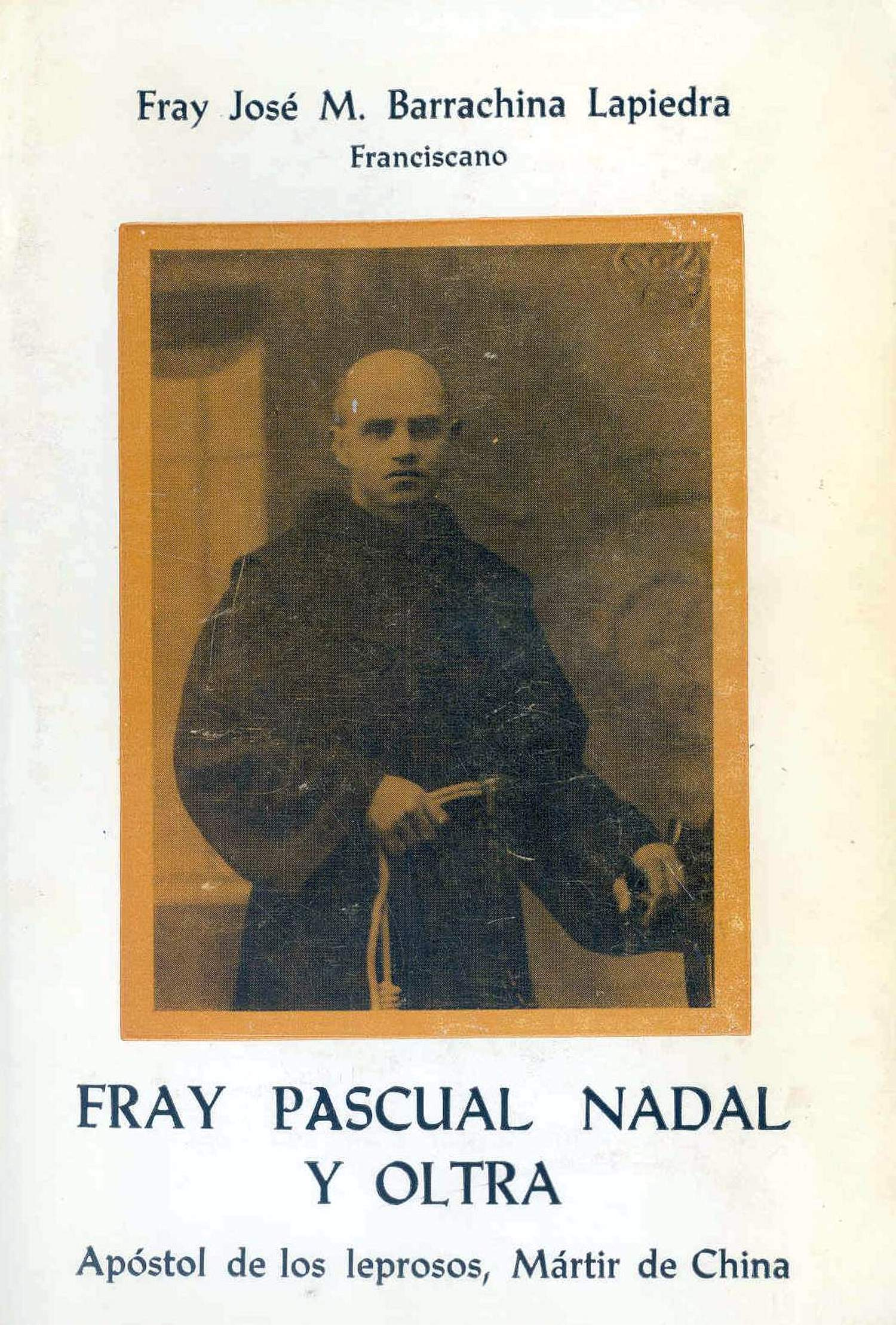
Fray Pascual Nadal y Oltra: Apóstol de los leprosos, Mártir de China

En mayo de 1935, una columna del ejército comunista de Mao Tse Tung (Mao Zedong) huía del ejército regular de Chiang Kai-shek hacia el noroeste de China pasaba por la zona de Mosimién. Según relata el franciscano valenciano José Miguel Barrachina Lapiedra, autor del libro Fray Pascual Nadal y Oltra: Apóstol de los leprosos, mártir de China, y el Malaya Catholic Leader, periódico oficial de la archidiócesis de Singapur: «Los soldados comunistas entraron en la residencia, la saquearon, detuvieron a los religiosos y muchos de los leprosos trataron de defenderlos, pero dispararon contra los propios enfermos. A continuación, los franciscanos fueron llevados ante Mao Tse Tung, quien les interrogó, dejó prisioneros a dos de ellos, fray Pascual y el fraile italiano Epifanio Pegoraro, y liberó al resto. Había más de 30 000 rojos en la banda, incluido una gran cantidad de mujeres. Antes de su partida, los rojos desvalijaron el pueblo, llevándose todo lo mueble y comestible, dejando a la gente del distrito sin medios de subsistencia. Días después, el 4 de diciembre de 1935 un oficial se dirigió a la aldea de Leang Ho Kow (Tsanlha, Ngawa), donde estaban apresados los dos franciscanos, y les decapitó con una espada. Varios vecinos fueron testigos desde sus casas de la ejecución y uno de ellos enterró los cuerpos.»
En la carta que dirige al poeta Raymond Cortat, fechada el 17 de enero de 1937, Marie-Rosine Sahler, miembro de las Franciscanas Misioneras de María, relata detalladamente su viaje, su llegada a China y su vida en la leprosería, un testimonio sobre la dificultad política: «En 1935, la leprosería fue atacada salvajemente por bandas comunistas y la comunidad tuvo que huir a las montañas y permanecer allí durante ocho días. A su regreso, encontró la leprosería desvalijada y todos los suministros saqueados. Sin embargo, la comunidad logró recuperar y acoger de nuevo a los enfermos, que en 1937 eran 148 personas.»

## Situación actual
Después de la toma de poder por parte de los comunistas en China en 1949, la Iglesia católica en China se ha visto obligada a realizar su culto en los templos aprobados por la autoridad que pertenecen a la Asociación Patriótica Católica China, que no acepta la primacía del romano pontífice. Algunos misioneros fueron detenidos y enviados a «centros de reforma del pensamiento» en los que se sometieron a un inquietante proceso de reeducación en un ambiente carcelario vengativo.
Tras la anexión del Tíbet por la República Popular China (1951), en 1952, el régimen comunista puso fin a la presencia misionera. La diócesis de Kangding se había quedado sin obispo desde la expulsión del padre Pierre Valentin por la tropa comunista en 1952. Según un informe de la Agencia católica internacional de noticias, en 1989, se encontró a un grupo de católicos viviendo en Lhasa, la capital del Tíbet. Un colaborador de la Iglesia en Chongqing dijo a la agencia que en la diócesis de Kangding había aproximadamente 10 000 fieles tibetanos. Afirmó además que, en aquel momento, nadie sabía exactamente la situación de la Iglesia católica en ese país.
En 1989, mientras era administrador de la diócesis de Qinzhou (Gansu), John Baptist Wang Ruohan fue consagrado «obispo clandestino» de Kangding por Paul Li Zhenrong, obispo de Xianxian (Hebei). En 2011, John Baptist fue detenido por las fuerzas de seguridad chinas, junto con sus hermanos, el obispo Casimir Wang Milu y el padre John Wang Ruowang, así como un grupo de fieles laicos, que no pertenecen a la Asociación Patriótica Católica autorizada por el gobierno.
El 3 de septiembre de 2011 se produjo un ataque contra una religiosa y un sacerdote en Mosimién (Garzê). La hermana Xie Yuming y el padre Huang Yusong fueron atacados por una docena de asaltantes desconocidos, después de intentar recuperar dos antiguas propiedades perteneciente a la diócesis de Kangding. La monja fue brutalmente golpeada mientras que el sacerdote sufrió heridas leves. Las propiedades, una antigua escuela de latín y una escuela de niños, se encuentran entre varias propiedades que fueron confiscadas por las autoridades en la década de 1950, pero que debían devolverse a la diócesis. En ese momento, la escuela de latín fue demolida por el gobierno y el terreno ocupado por una empresa privada; la escuela de niños se usaba como vivienda para los funcionarios del gobierno regional de Mosimién. El ataque a las personas eclesiásticas provocó la ira entre muchos feligreses que se reunieron para protestar frente a su iglesia y prometieron defender sus derechos.
Según Baptiste Langlois-Meurinne, un miembro de los Raiders Scouts, en 2014, mientras ayudaba al desarrollo de las poblaciones católicas tibetanas de los valles de Saluén y Mekong, conoció a un sacerdote vaticano, —es decir, no adscrito a la iglesia oficial de la autoridad china— que organizó un campamento clandestino para los niños de los Bareng donde les enseñó tibetano, inglés y catecismo.

## Diócesis de Kangding
El vicariato apostólico de Lhasa, que un siglo después se convertiría en la diócesis de Kangding, fue erigido el 27 de marzo de 1846, con el breve Ex debito del papa Gregorio XVI. Este obispado había estado en plena comunión con la Santa Sede hasta el establecimiento de la Asociación Patriótica Católica China sancionada por el estado (1957), después de la caída de China continental y el Tíbet al comunismo en 1949 y 1951, respectivamente.
En las décadas de 1980 y 1990 se produjeron cambios jurisdiccionales realizados por la Asociación Patriótica Católica China y la Conferencia Episcopal de la Iglesia católica en China. El 24 de marzo de 1984, el territorio de la diócesis de Kangding quedó bajo la jurisdicción del obispo de Ningyuan. El 7 de marzo de 1993, la diócesis de Jiading asumió la autoridad sobre Kangding.
| Obispado                                                          | Francés      | Tibetano | Antiguo/a nombre/ortografía | Catedral                                 | Historia | Fundado | Ref.          |
| ----------------------------------------------------------------- | ------------ | -------- | --------------------------- | ---------------------------------------- | --- | ------- | ------------- |
| Diócesis de Kangding                                              | Ta-tsien-lou | Dartsedo | Kangting Tatsienlu          | Catedral del Sagrado Corazón de Kangding | •27 de marzo de 1846: Establecido como vicariato apostólico de Lhassa (Lhasa) con territorio del vicariato apostólico de Sechuan y del vicariato apostólico del Tíbet-Indostán •28 de julio de 1868: Renombrado como vicariato apostólico del Thibet (Tíbet) •3 de diciembre de 1924: Renombrado como vicariato apostólico de Tatsienlou (Kangding, Tíbet sichuanés) •15 de diciembre de 1929: Perdió territorio para establecer la misión sui iuris de Sikkim •11 de abril de 1946: Elevado a la diócesis de Kangting | 1846    | [ 42 ] [ 43 ] |
|                                                                   |              |          |                             |                                          | |         |               |
| Misión del Tíbet (Tíbet – China occidental – India septentrional) |              |          |                             |                                          | |         |               |

### Galería
A excepción de la iglesia católica de Lhasa, todos los templos pertenecen a la diócesis de Kangding (antiguo vicariato apostólico de Lhasa/Tíbet/Tatsienlu).

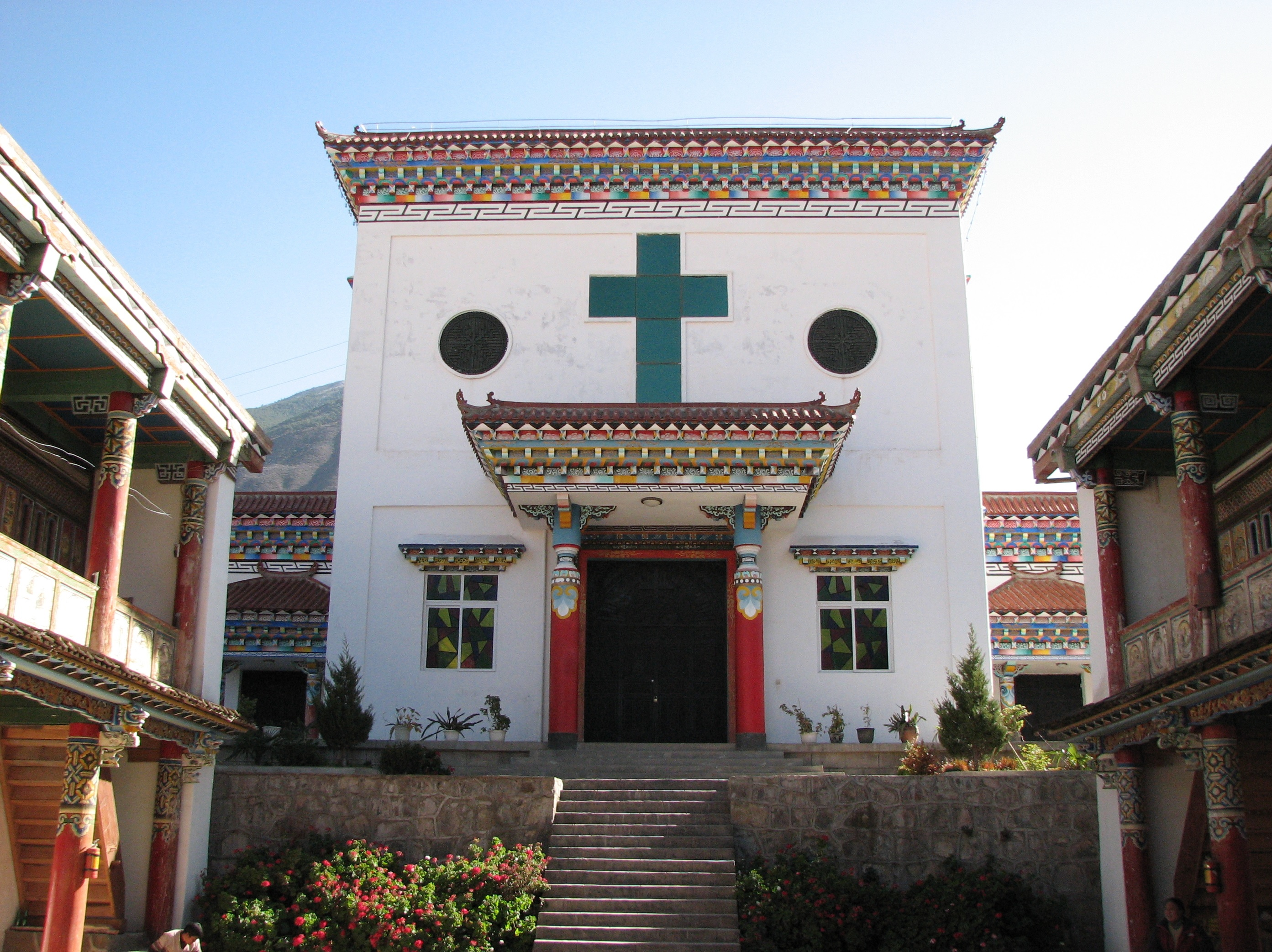
Iglesia de Nuestra Señora del Sagrado Corazón de Yerkalo (región autónoma del Tíbet)
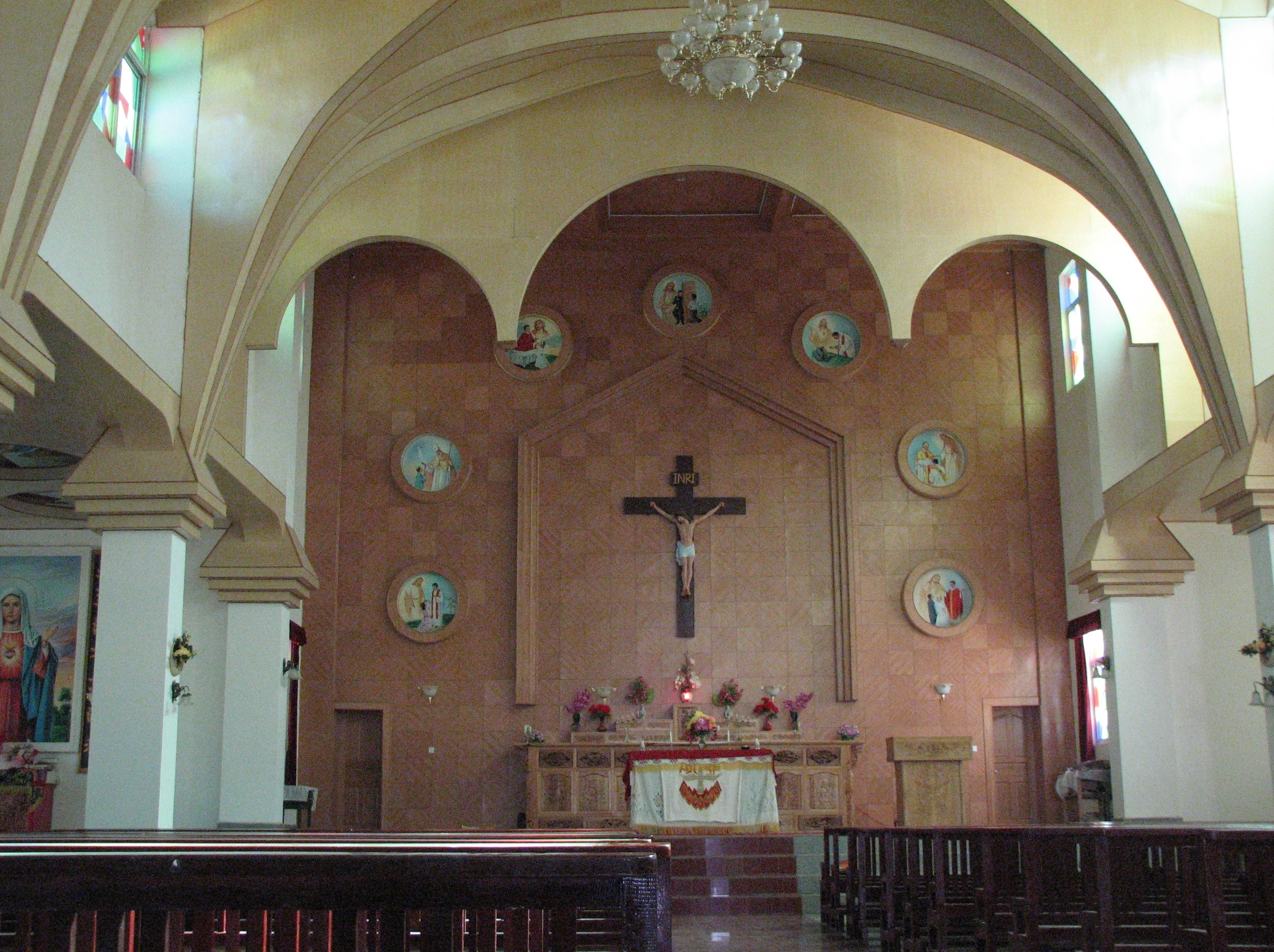
Interior de la iglesia de Nuestra Señora del Sagrado Corazón de Yerkalo
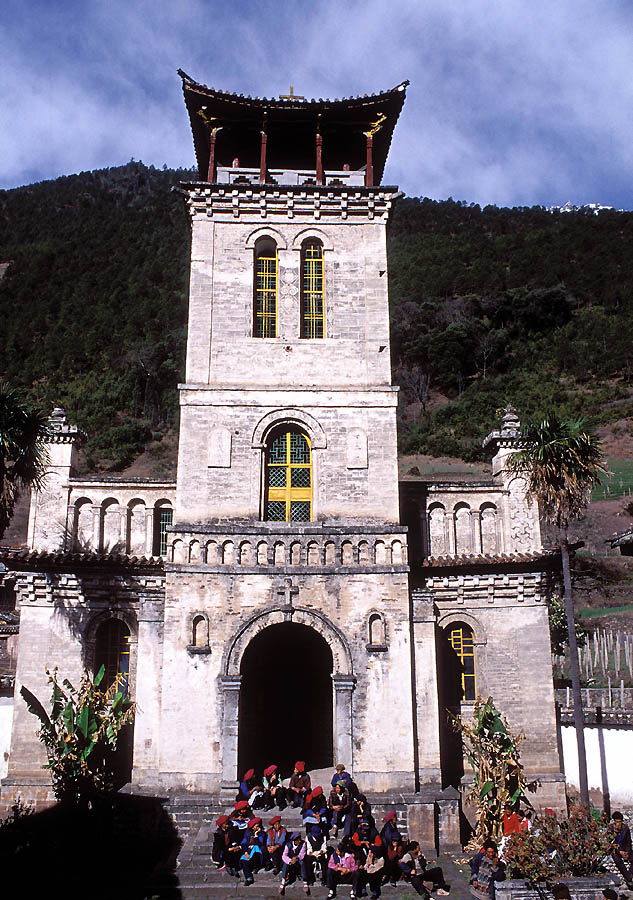
Iglesia del Sagrado Corazón de Tsedro (Tíbet yunnanés)
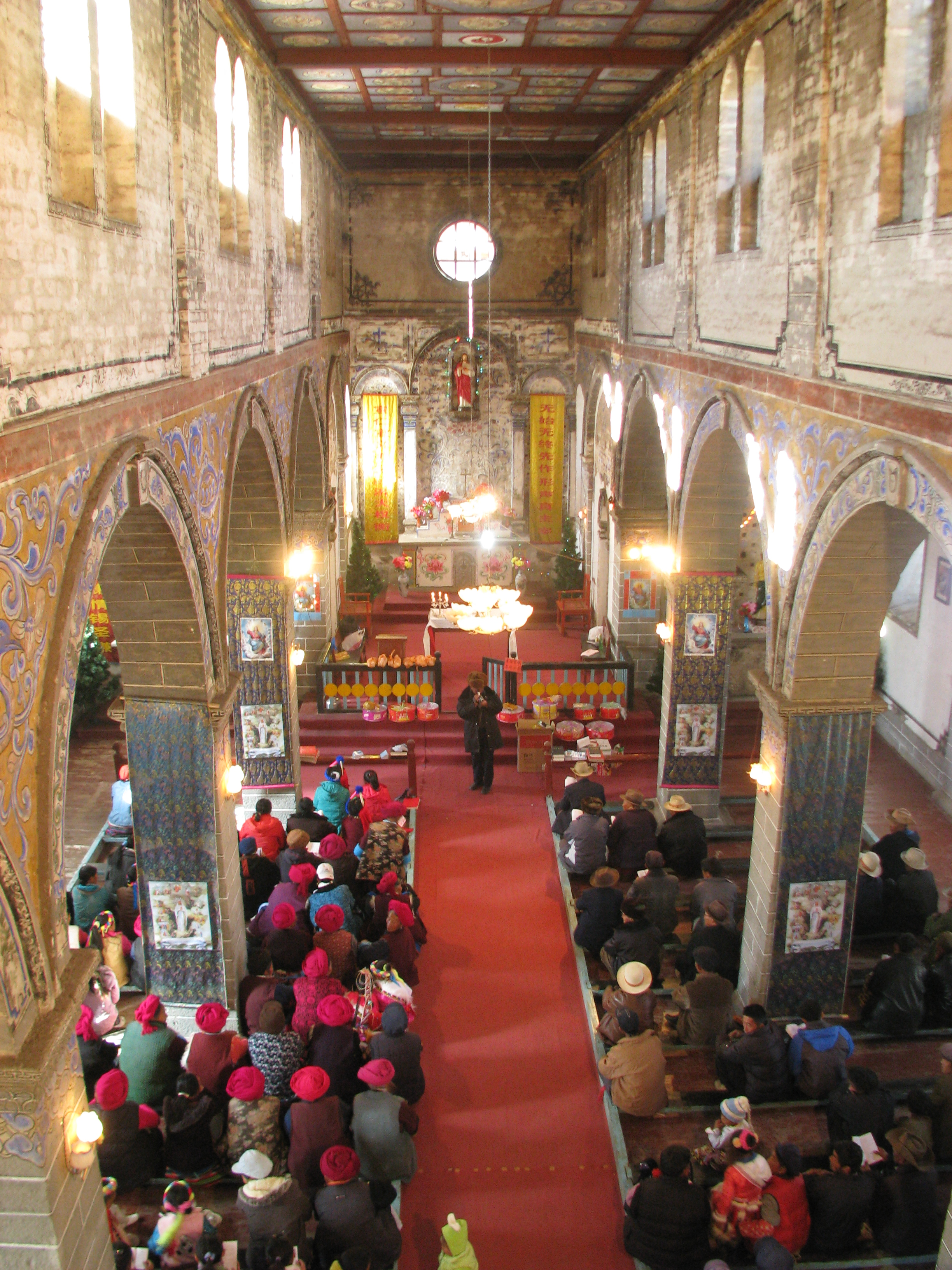
Interior de la iglesia del Sagrado Corazón de Tsedro
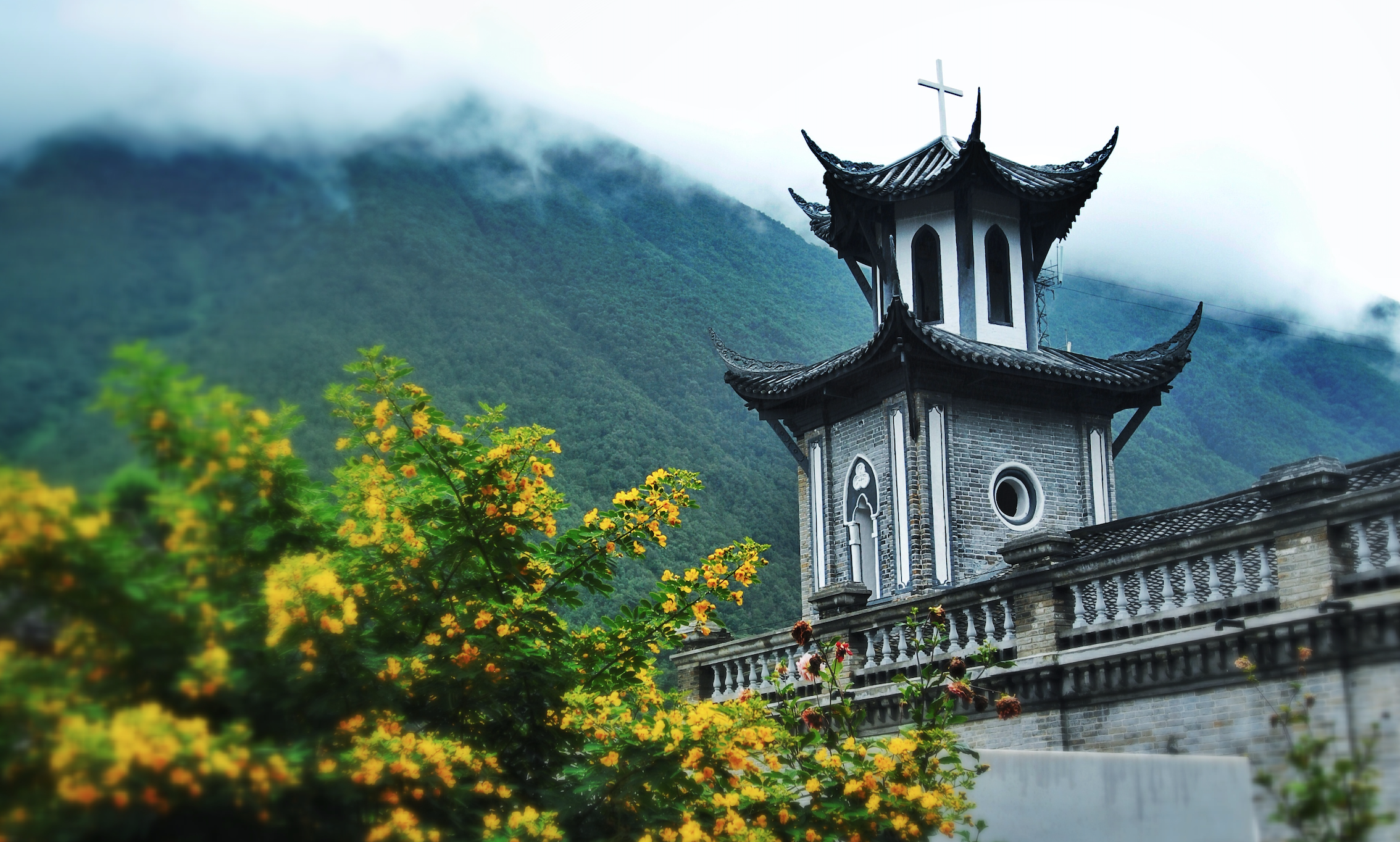
Iglesia de Santa Ana de Mosimién (Tíbet sichuanés)
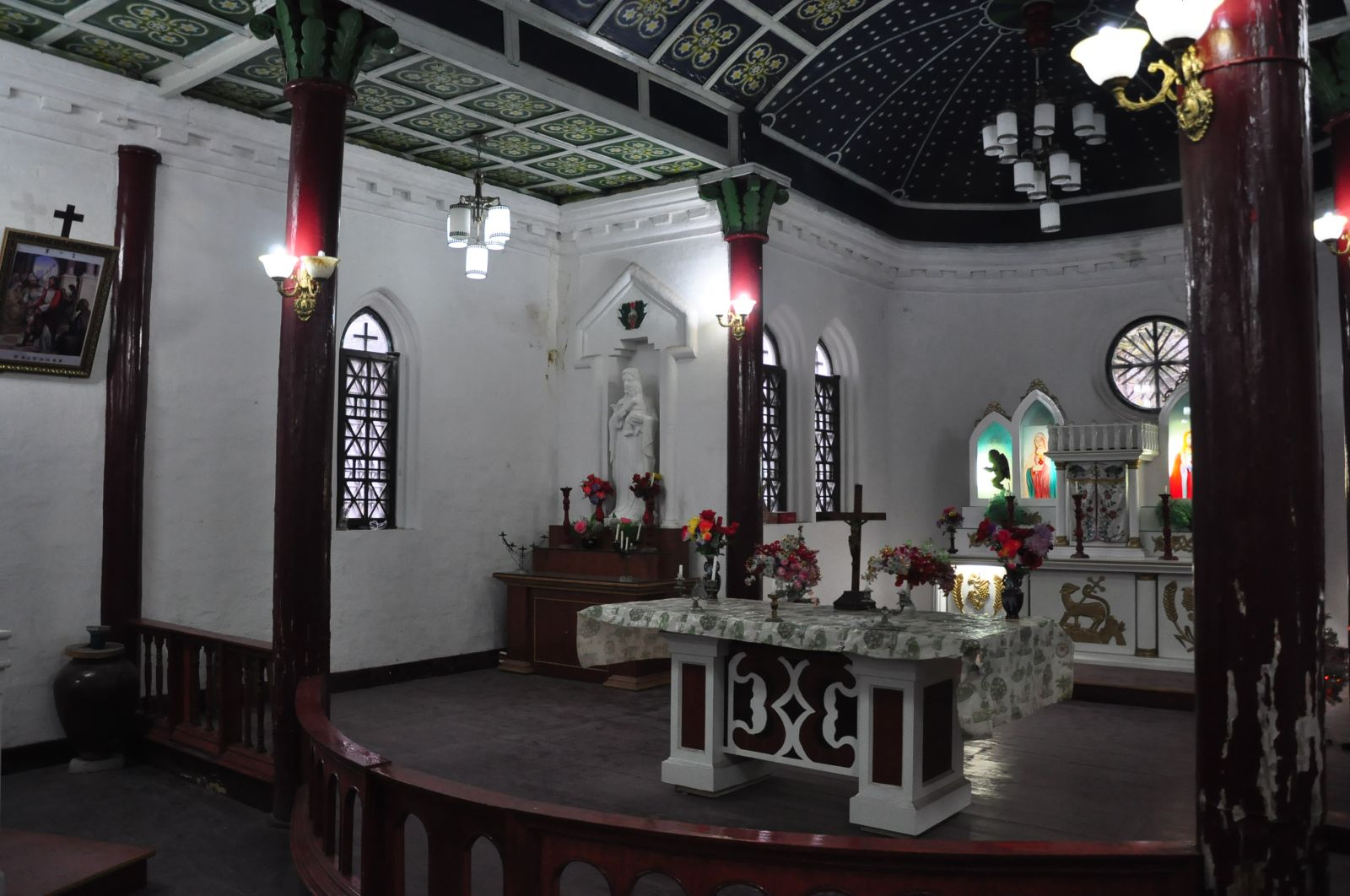
Altar de la iglesia de Santa Ana de Mosimién
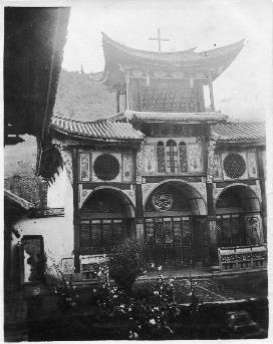
Iglesia del Sagrado Corazón de Jesús de Bahang (Koksang; parte de la misión del Tíbet)
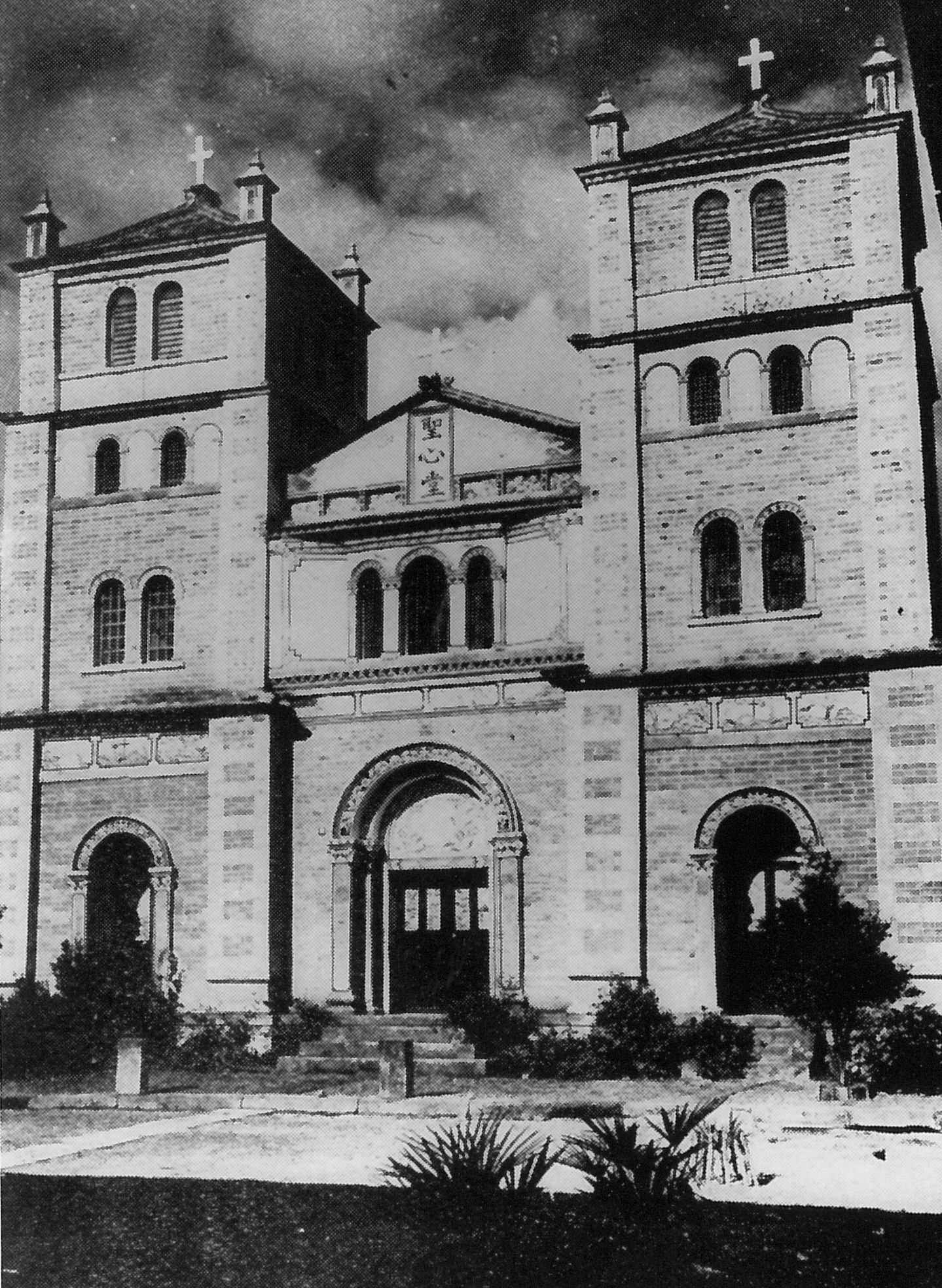
Antigua iglesia del Sagrado Corazón de Zhongding (Koksang; parte de la misión del Tíbet)
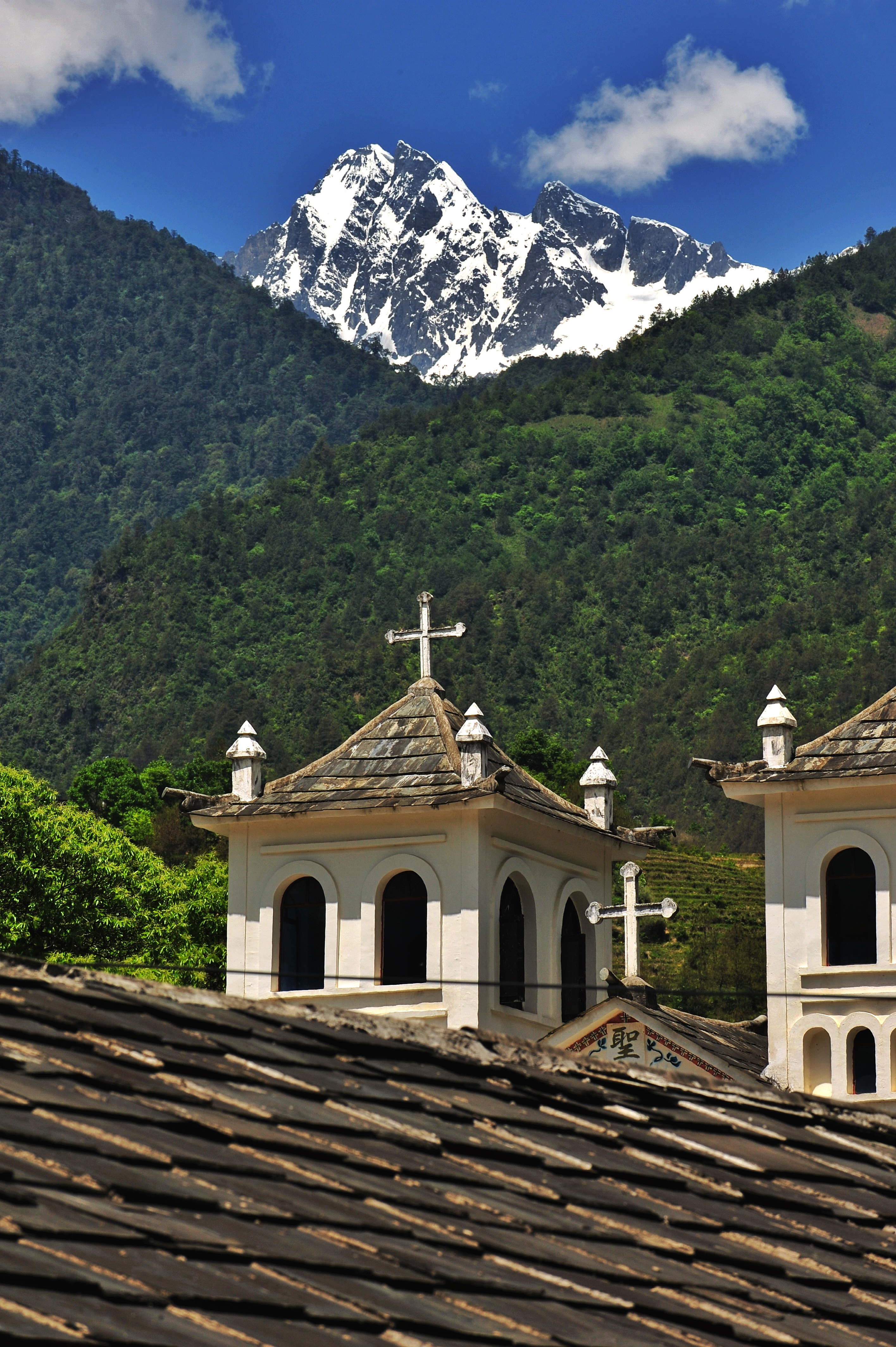
Iglesia del Sagrado Corazón de Zhongding (reconstruida)
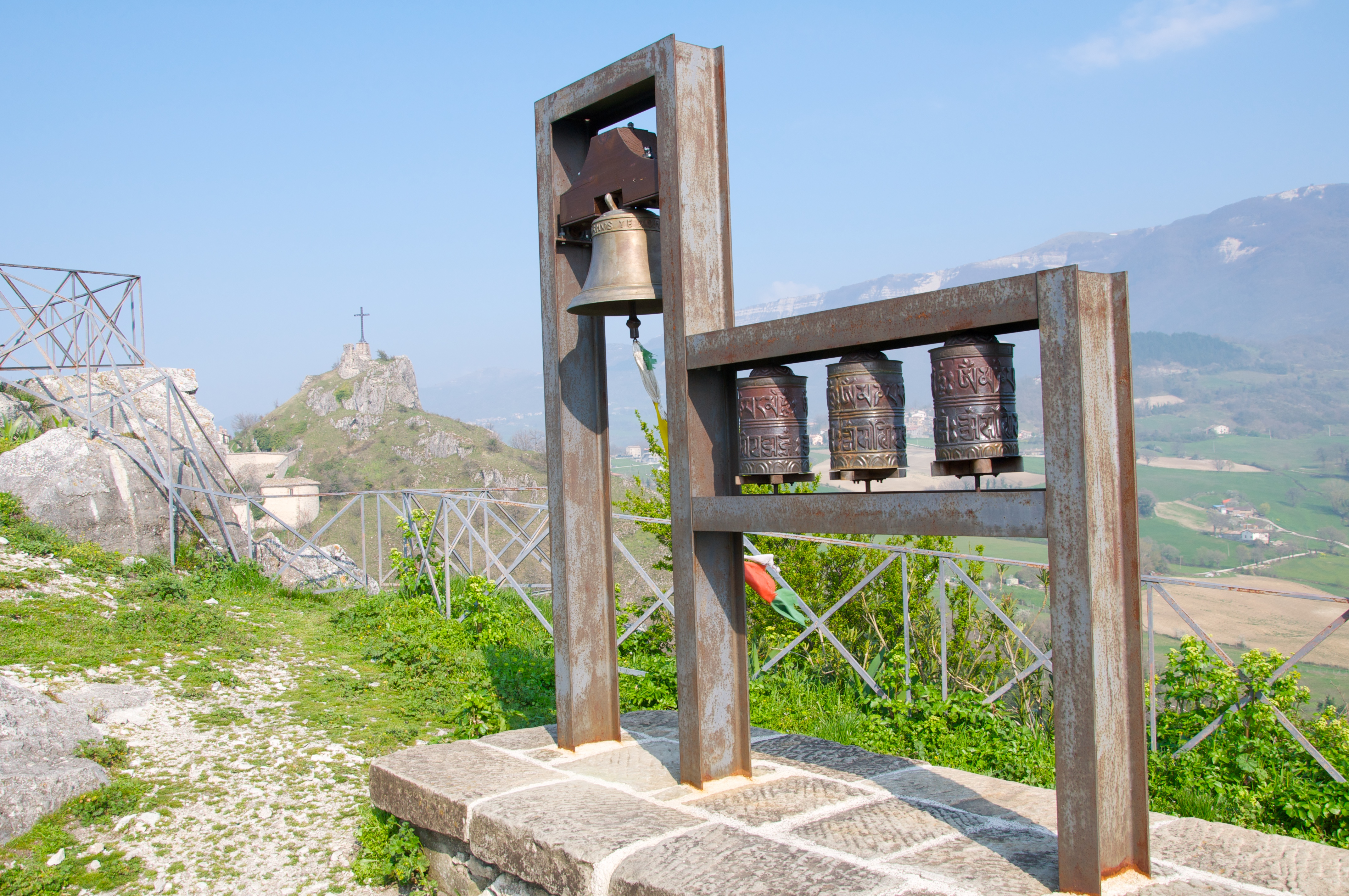
Campana superviviente de la iglesia católica de Lhasa

## Revistas y periódicos
- Chisholm, Hugh, ed. (1911). «Huc, Évariste Régis». Encyclopædia Britannica (en inglés) (Cambridge: Cambridge University Press) 13.
- IJL (1949). «Leprosy Institutions in China». International Journal of Leprosy (en inglés) 17.
- Lifton, Robert J. (1957). «Chinese Communist “Thought Reform”: Confession and Re-Education of Western Civilians». Bulletin of the New York Academy of Medicine (en inglés) 33 (9).
- Lin, Hsiao-ting (2004). «When Christianity and Lamaism Met: The Changing Fortunes of Early Western Missionaries in Tibet». Pacific Rim Report (en inglés) (San Francisco, California: University of San Francisco, Center for the Pacific Rim) (36). Archivado desde el original el 26 de junio de 2010.
- Liu, Zhiqing (2013). «天主教在重庆和四川传播史略» [Una breve historia de la expansión del catolicismo en Chongqing y Sichuan]. Catholic Church In China (en chino simplificado) (Pekín: Asociación Patriótica Católica China) (2).
- Lorenzen, David N. (2013). «La Misión del Tíbet en Nueva España: las limosnas y el cobro del legado de Spinola». Historia Mexicana (Ciudad de México: El Colegio de México) 63 (2). ISSN 0185-0172.
- MCL (1935). «Abducted Franciscans Still Missing: Leper Asylum Near Tibetan Border Invaded by Reds». Malaya Catholic Leader (en inglés) (35) (Singapur).
- Seitz, Jonathan Andrew (2011). «Jesuit on the Roof of the World: Ippolito Desideri's Mission to Tibet». Buddhist-Christian Studies (en inglés) (Honolulu: University of Hawaii Press) 31. ISSN 1527-9472.

## Lecturas complementarias

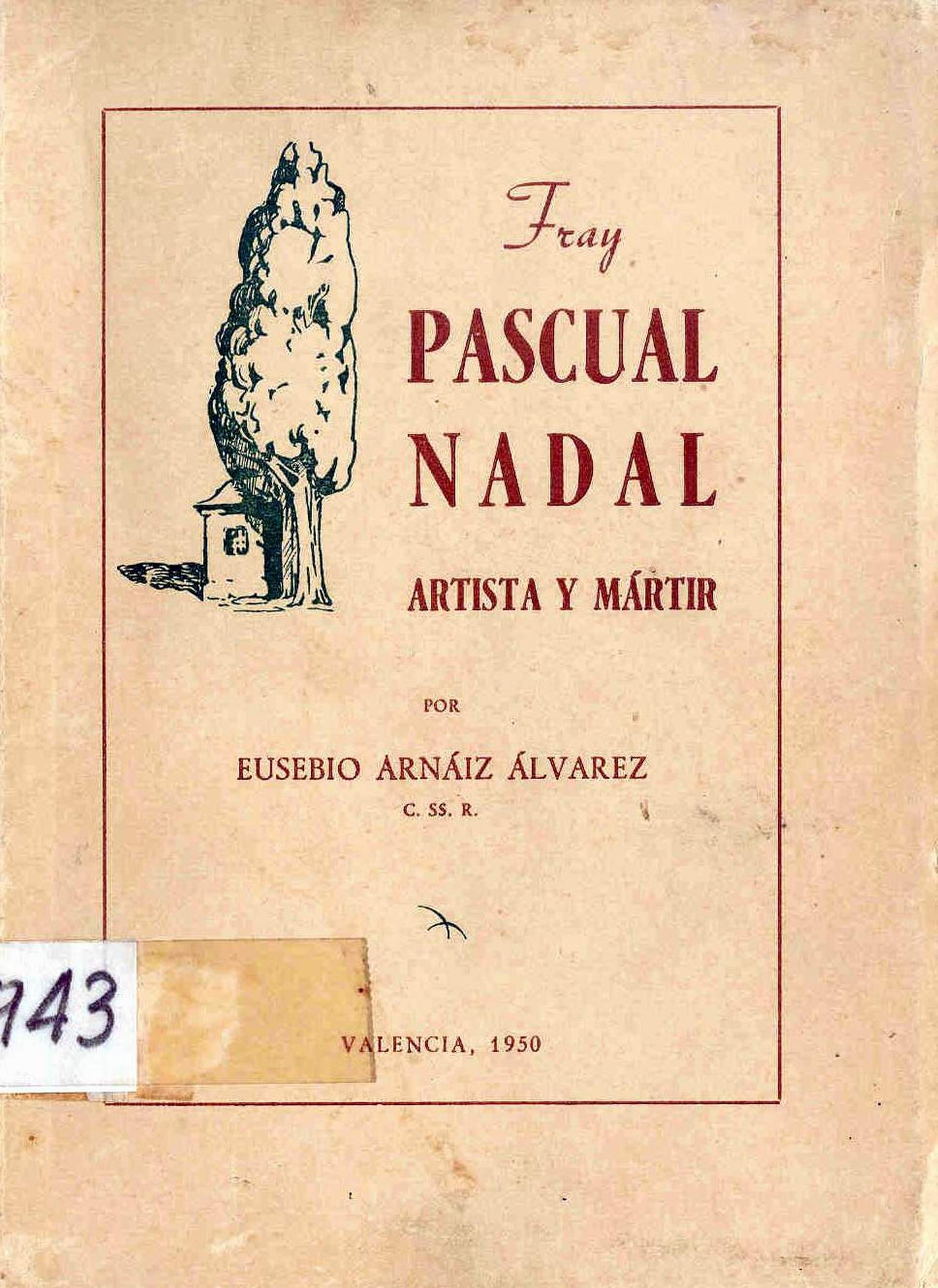
Fray Pascual Nadal, artista y mártir

- Arnáiz Álvarez, Eusebio (1936). Fray Pascual Nadal, artista y mártir. Valencia: Semana Gráfica, S.A.
- Launay, Adrien (2001) [1903]. Histoire de la Mission du Thibet (en francés). París: Les Indes savantes. ISBN 978-2-84654-001-8.
- Un missionnaire (1901). La Mission du Thibet (en francés). Tours: Alfred Mame et fils.